# هايك هارتويغ
هايك هارتويغ (بالألمانية: Heike Hartwig)‏ (و. 1962  م) هي منافسة ألعاب القوى من ألمانيا، وألمانيا الشرقية، ولدت في برنبورغ، شاركت في الألعاب الأولمبية الصيفية 1988.

## روابط خارجية
- هايك هارتويغ على موقع الاتحاد الدولي لألعاب القوى (الإنجليزية)
- هايك هارتويغ على موقع أوليمبيديا (الإنجليزية)